# Concordia (Schiff, 1840)
Die Concordia  war ein 1840 in Dienst gestelltes Glattdeckdampfschiff der Lindauer Dampfboot AG mit Heimathafen Lindau.

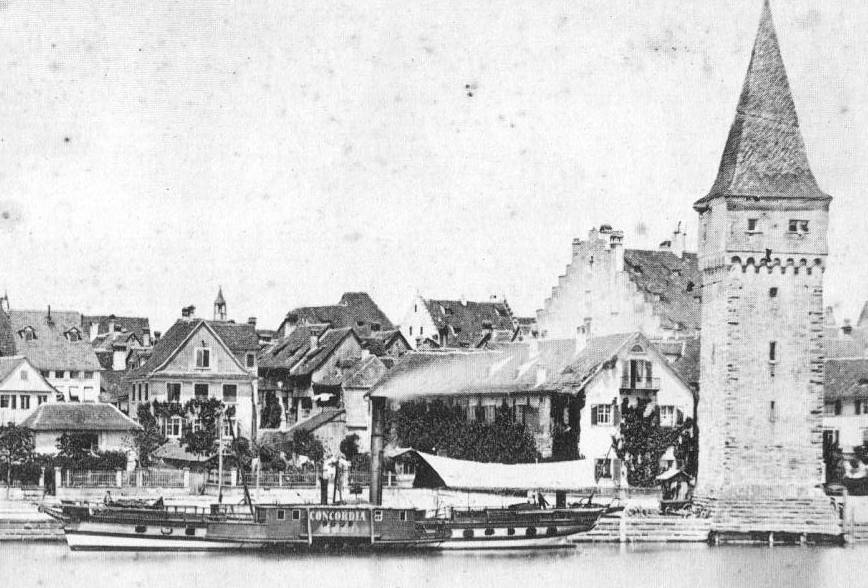
Glattdeckdampfschiff Concordia im Lindauer Hafen um 1875

Um den guten Willen in den Differenzen mit der Konstanzer Dampfschiffahrtsgesellschaft für den Bodensee und Rhein zu zeigen, taufte die Dampfboot AG ihr zweites Dampfschiff auf den Namen „Concordia“. Um diese Eintracht war es aber schlecht bestellt und der Konkurrenzkampf führte dazu, dass die Lindauer Dampfboot AG Bottighofen am thurgauischen Unterseeufer zur westlichsten Endstation ihrer Kurse wählte. Sie plante sogar einen Kanal vom heutigen Kreuzlinger Hafen nach Gottlieben, um die Konstanzer Rheinbrücke zu umfahren.
Der Concordia wurde zusammen mit der sieben Jahre jüngeren Merkur bereits 1882 abgebrochen. Drei Jahre zuvor hatten die Königlich Bayerischen Staatseisenbahnen ihren ersten Halbsalondampfer Wittelsbach in Dienst gestellt und reduzierten die Zahl ihrer Glattdeckdampfer.